# Windischgaillenreuth
Windischgaillenreuth ist ein Gemeindeteil der Stadt Ebermannstadt im Landkreis Forchheim (Oberfranken, Bayern).

## Geografie

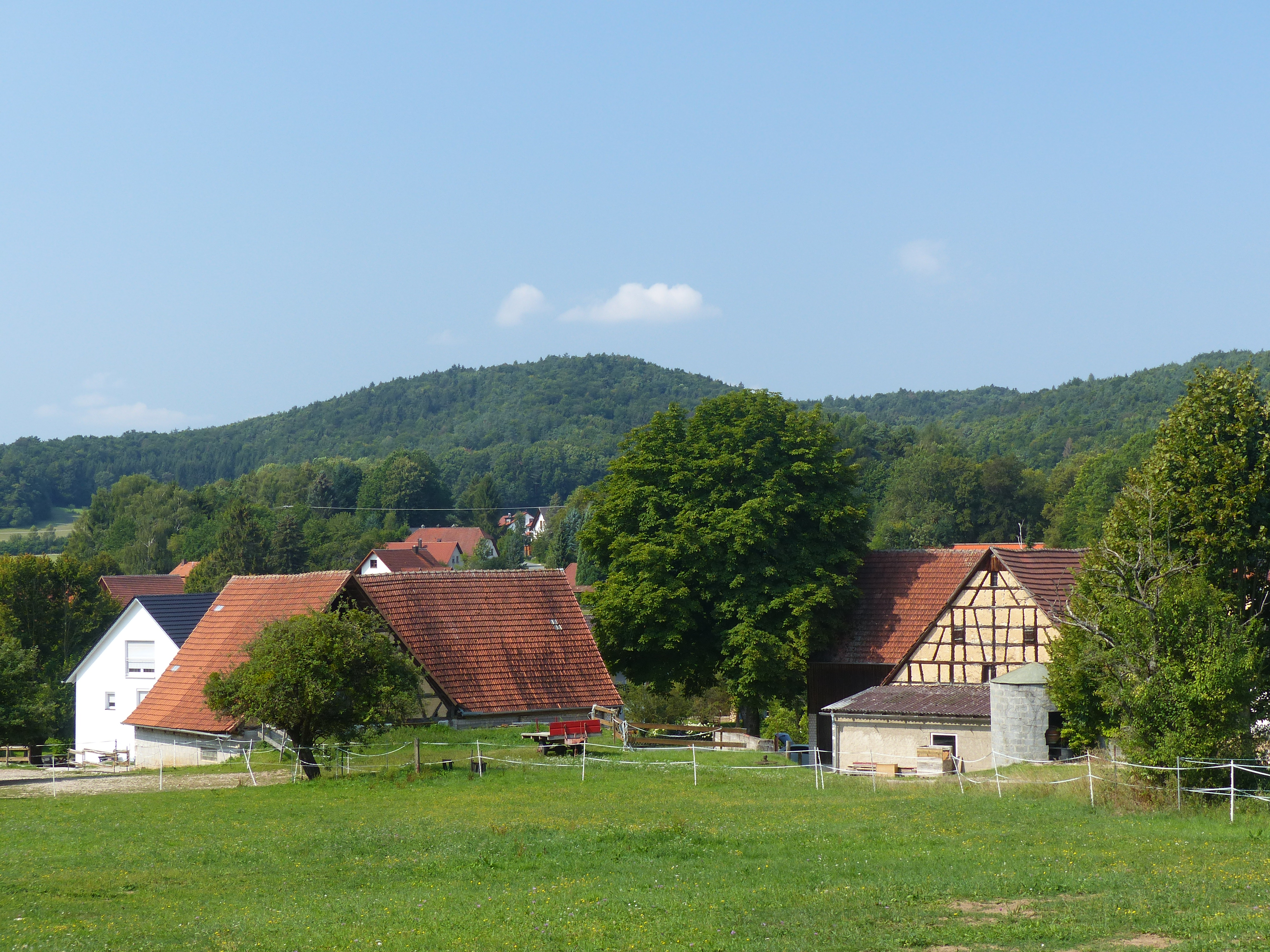
Der nördliche Ortsbereich des Dorfes, von Osten her gesehen

Das in der Wiesentalb gelegene Dorf befindet sich etwa sieben Kilometer östlich des Ortszentrums von Ebermannstadt auf einer Höhe von 426 m ü. NHN.

## Geschichte
Bis zum Beginn des 19. Jahrhunderts unterstand Windischgaillenreuth der Landeshoheit des Hochstifts Bamberg. Die  Dorf- und Gemeindeherrschaft nahm das Domkapitel Bamberg wahr. Die Hochgerichtsbarkeit übte das ebenfalls bambergische Amt Ebermannstadt in seiner Rolle als Centamt aus.
Als das Hochstift Bamberg infolge des Reichsdeputationshauptschlusses 1802/03 säkularisiert und unter Bruch der Reichsverfassung vom Kurfürstentum Pfalz-Baiern annektiert wurde, wurde Windischgaillenreuth ein Teil der bei der „napoleonischen Flurbereinigung“ in Besitz genommenen neubayerischen Gebiete.
Durch die Verwaltungsreformen zu Beginn des 19. Jahrhunderts im Königreich Bayern wurde Windischgaillenreuth mit dem Zweiten Gemeindeedikt 1818 ein Teil der Ruralgemeinde Burggaillenreuth. Im Zuge der Gebietsreform in Bayern wurde Windischgaillenreuth am 1. Juli 1976 in die Stadt Ebermannstadt eingegliedert.

## Verkehr
Die aus dem Südsüdosten von der Staatsstraße 2685 kommende Kreisstraße FO 34 durchquert den Ort und führt weiter nach Wohlmannsgesees. Im nördlichen Bereich des Dorfes zweigt von dieser eine Gemeindeverbindungsstraße ab, die nach Burggaillenreuth führt. Der ÖPNV bedient das Dorf an einer Haltestelle der Buslinie 234 des VGN. Der nächstgelegene Bahnhof befindet sich in Ebermannstadt an der Wiesenttalbahn.